# چوروگ (صربستان)
چوروگ (به صربی: Čurug) یک منطقهٔ مسکونی در صربستان است که در Žabalj municipality واقع شده‌است. چوروگ ۱۳۶٫۹۰ کیلومتر مربع مساحت و ۸٬۱۶۶ نفر جمعیت دارد و ۷۶ متر بالاتر از سطح دریا واقع شده‌است.